# Daniel Jansson
Ari Daniel Jansson (* 11. Juni 1979 in Sollentuna) ist ein finnischer Basketballtrainer.

## Laufbahn

### Spieler
Jansson, der von einer finnischen Mutter und einem libanesischen Vater abstammt, wuchs in Vantaa auf. Er nahm 1995 mit der finnischen Jugendnationalmannschaft an der Kadetteneuropameisterschaft teil und spielte Ende der 1990er Jahre als Aufbauspieler in der ersten finnischen Liga bei Porvoon Tarmo, ehe er im Jahr 2000 in die Vereinigten Staaten ging. Er nahm ein Wirtschaftsstudium am Louisburg College im Bundesstaat North Carolina auf und spielte Basketball für die dortige Hochschulmannschaft.
2002 wechselte Jansson an die Lakeland University (Bundesstaat Wisconsin). Dort setzte er sein Studium fort und bestritt bis 2004 55 Einsätze (6,1 Punkte je Begegnung) für die „Muskies“ genannte Basketballmannschaft der Hochschule in der dritten Division der NCAA. Nach dem Erreichen eines Bachelor-Abschlusses an der Lakeland University absolvierte er 2004 und 2005 ein Master-Studium im Fach „internationale Wirtschaft“ an der Universität Maastricht in den Niederlanden. Während dieser Zeit spielte Jansson Basketball für den nahegelegenen belgischen Verein TBB-Doss Tongeren.
2005 kehrte er in sein Heimatland Finnland zurück und spielte als Profi jeweils ein Spieljahr für die Erstligisten Porvoon Tarmo (2005/06) und Vantaan Pussihukat (2006/07).

### Trainer
Bei Vantaan Pussihukat begann er auch seine Trainerlaufbahn: Zwischen 2007 und  2014 hatte er bei dem Verein verschiedene Ämter inne, darunter Trainerposten im Jugendbereich, er war Leiter der Nachwuchsabteilung, Co-Trainer der Herrenmannschaft, Manager, Cheftrainer erst der Damen-, dann der Herrenmannschaft. Zusätzlich war er zeitweilig für den finnischen Basketball-Verband tätig und arbeitete als Co-Trainer von Junioren-Nationalmannschaften. Im Herbst 2013 hospitierte er an der Saint Joseph’s University im US-Bundesstaat Pennsylvania.
2014 wurde er Cheftrainer der Weißenhorn Youngstars, der Nachwuchsfördermannschaft des deutschen Bundesligisten Ratiopharm Ulm, und zugleich Trainer der Ulmer U19-Jungenmannschaft in der Nachwuchs-Basketball-Bundesliga (NBBL). Im Anschluss an die Saison 2015/16 wurde er als NBBL-Trainer des Jahres ausgezeichnet. Im Frühjahr 2016 war er Teil des Trainerstabes beim „Jordan Brand Classic“ in Kroatien, einem Trainingslager für einige der größten Basketball-Talente Europas.
Im Frühjahr 2017 führte er Weißenhorn zum Gewinn der Meisterschaft in der 2. Bundesliga ProB und damit zum Aufstieg in die 2. Bundesliga ProA. Im Zuge dieses Erfolges erhielt Jansson vom Basketballdienst eurobasket.com die Auszeichnung als Trainer des Jahres der ProB-Saison 2016/17. Nach dem vollzogenen Aufstieg wurde seine Mannschaft in OrangeAcademy umbenannt und zog nach Ulm. Im ersten Jahr in der 2. Bundesliga ProA verpasste Jansson mit der äußerst jungen Ulmer Mannschaft jedoch den Klassenerhalt in der zweithöchsten deutschen Spielklasse. In der Sommerpause 2019 stieß er als Assistenztrainer zum Stab von Ratiopharm Ulm. Ende Oktober 2019 wurde Jansson mit dem Kurt-Siebenhaar-Trainerpreis ausgezeichnet. Jansson förderte in Weißenhorn beziehungsweise Ulm Spieler wie David Krämer, Marcell Pongó und Christoph Philipps.
Mitte April 2020 verkündete der deutsche Zweitligist Tigers Tübingen Janssons Verpflichtung als Cheftrainer. In der Saison 2021/22 beendete die Mannschaft die Hauptrunde unter seiner Leitung auf dem ersten Tabellenplatz und zog hernach in die Endspiele ein. Das bedeutete den sportlichen Aufstieg, die Geschäftsführung der Tübinger hatte sich aber zuvor aus wirtschaftlichen Gründen gegen die Beantragung des Bundesliga-Teilnahmerechts entschieden. Die Endspiele um den Zweitligameistertitel 2022 verlor Jansson mit Tübingen gegen Rostock. Er wurde von der 2. Bundesliga zum besten Zweitligatrainer der Saison 2021/22 gekürt. Im Spieljahr 2022/23 führte er die Tübinger als Tabellenzweiter der Hauptrunde wieder in die Endspiele um die Zweitligameisterschaft, was abermals dem sportlichen Aufstieg in die Bundesliga gleichkam. In den Spielen um die Zweitligameisterschaft 2023 trennte sich Jansson mit den Tübingern vom SC Rasta Vechta zunächst unentschieden, im Rückspiel unterlag man, sodass er die Saison mit seiner Mannschaft als Zweiter beendete. Jansson wurde von der 2. Bundesliga als bester Trainer der Saison 2022/23 ausgezeichnet, erhielt diesen Preis somit im zweiten Jahr in Folge. Im Sommer 2023 betreute er die finnische Studentenauswahl bei der Universiade in Chengdu.
2024 stieg Jansson mit Tübingen nach einjähriger Zugehörigkeit wieder aus der Bundesliga ab. Anschließend verließ der Finne Tübingen, wechselte nach Heidelberg und blieb somit in der Bundesliga. Heidelberg führte er in der Saison 2024/25 in das Halbfinale um die deutsche Meisterschaft, was dem Verein zuvor 50 Jahre vor diesem Erfolg gelungen war.